# Uttar Pradesh
Uttar Pradesh (en hindi: उत्तर प्रदेश, lit. 'provincia del Norte', pronunciaciónⓘ) es un estado de la República de la India. Su capital es Lucknow. Está ubicado en el centronorte del país, limitando al norte con Uttarakhand y Nepal, al este con Bihar, al sureste con Jharkhand y Chhattisgarh, al sur con Madhya Pradesh, al suroeste con Rajastán y al oeste con Delhi y Haryana. Uttar Pradesh ocupa una parte importante de las llanuras que se extienden alrededor de los ríos Ganges y Yamuna, altamente pobladas.
Con casi 258 656 000 habitantes en 2024, es el estado más poblado del país y la subdivisión nacional más poblada del mundo. Sólo cuatro países tienen una población mayor: China, la propia India, los Estados Unidos e Indonesia.
Es, además, el cuarto estado más extenso de la India, con 243 290 km².por detrás de Rajastán, Madhya Pradesh y Maharastra, y con 828 hab/km², el cuarto más densamente poblado, por detrás de Bihar, Bengala Occidental y Kerala.
Uttar Pradesh es asimismo uno de los estados menos industrializados del país. Como en el resto de la India, la alfabetización es mayor en el caso de los hombres que en el de las mujeres.
La capital administrativa y legislativa es la ciudad de Lucknow, mientras que la capital judicial se encuentra en Prayagraj. Otras ciudades importantes del estado son Agra, Aligarh, Ayodhya, Benarés, Jhansi y Kanpur. Está dividido en 70 distritos, agrupados en 17 divisiones que son: Agra, Azamgarh, Prayagraj, Kanpur, Gorakhpur, Chitrakoot, Jhansi, Devipatan, Faizabad, Bahraich, Bareilly, Basti, Mirzapur, Moradabad, Meerut, Lucknow, Benarés y Saharanpur.
Uttar Pradesh ocupa el área del antiguo estado regional de Oudh o Awadh, así como la provincia británica de Agra. Esta provincia fue en su momento la posesión británica más oriental. La zona noroeste de la provincia recibió el nombre de "Provincia de Agra" y, en 1858, la provincia se unió a la de Oudh para formar las «Provincias Unidas de Agra y Oudh». A partir de 1902, estas provincias se conocieron de forma abreviada como las «Provincias Unidas». Dos estados regionales, Rampur y Tehri, quedaron bajo la autoridad del gobernador local. Con la independencia de la India, las «Provincias Unidas» fueron rebautizadas como "Uttar Pradesh" o provincia del norte, por el primer ministro jefe, Govind Ballabh Pant. Así se conservaba la abreviatura del estado UP, usada comúnmente entre sus habitantes.
En noviembre del año 2000, la zona noroeste de Uttar Pradesh se convirtió en el nuevo estado de Uttaranchal, renombrado a Uttarakhand en 2006. Ubicada en parte al pie del Himalaya, es la región menos poblada de Uttar Pradesh: la nueva entidad federal tenía 8 489 349 hab. en 2001.

## Historia

### Prehistoria
Hay evidencias de que cazadores-recolectores humanos modernos recorrieron Uttar Pradesh desde hace alrededor de 85000 y 72000 años atrás. También se han encontrado hallazgos prehistóricos en Uttar Pradesh del Paleolítico Medio y del Paleolítico Superior datados entre 21 000−31 000 años y de asentamientos de cazadores-recolectores del Mesolíticos/Microlíticos, cerca de Pratapgarh, desde alrededor de 10550-9550 a. C.. Aldeas con ganado bovino, ovino y caprino domesticados, y con evidencias de agricultura, se atestiguan desde 6000 a. C. y se desarrollaron gradualmente entre c. 4000 y 1500 a. C., comenzando con la civilización del valle del Indo y la cultura de Harappa hasta el período védico y extendiéndose hasta la Edad del Hierro.

### Periodo antiguo y clásico
El reino de Kosala, en la era Mahajanapada, estaba ubicado en los límites regionales del actual Uttar Pradesh. Según la leyenda hindú, el divino rey Rama de la epopeya del Ramayana, habría reinado en Ayodhya, la capital de Kosala. Krishna, otro rey divino del panteón hindú, que desempeña un papel clave en la epopeya de Mahabharata y es venerado como la octava reencarnación (Avatar) del dios hindú Vishnu, se dice que nació en la ciudad de Mathura, en Uttar Pradesh. Se cree que las consecuencias de la guerra de Kurukshetra tuvieron lugar en el área entre el Alto Doab y Delhi (en lo que fue Kuru Mahajanapada), durante el reinado del rey Pandava Yudhishthira. El reino de los Kurus corresponde a las culturas de la cerámica negra y roja y de la cerámica gris pintada y el comienzo de la Edad del Hierro en el noroeste de la India, alrededor del año 1000 a. C.
El control sobre la región de las planicies del Ganges fue de vital importancia para el poder y la estabilidad de todos los principales imperios de la India, incluidos los imperios Maurya (320-200 a. C.), Kushan (100-250 d. C.), Gupta (350-600) y Gurjara-Pratihara (650-1036). Tras las invasiones de los hunos que rompieron el imperio Gupta, el Doab Ganges-Yamuna vio el surgimiento de Kannauj, que durante el reinado de Harshavardhana (590-647), alcanzó su cenit. Comprendía desde el Punjab, en el norte, y Guyarat, en el oeste, hasta Bengala, en el este, y Odisha, en el sur. Incluía partes de la India central, del norte del río Narmada y abarcaba toda la llanura indogangética. Muchas comunidades en varias partes de la India declaran ser descendientes de los migrantes de Kannauj. Poco después de la muerte de Harshavardhana, su imperio se desintegró en muchos reinos, que fueron invadidos y gobernados por el imperio Gurjara-Pratihara, que desafió al Imperio Pala de Bengala por el control de la región. Kannauj fue varias veces invadido desde el sur de la India por la dinastía Rashtrakuta, desde el siglo VIII hasta el X.

#### Sultanato de Delhi
Partes o la totalidad de Uttar Pradesh fueron gobernadas por el sultanato de Delhi durante 320 años (1206-1526). Cinco dinastías gobernaron seguidamente en el sultanato de Delhi: la dinastía de los esclavos (1206-1290), la dinastía Khilji (1290-1320), la dinastía Tughlaq (1320-1414), la dinastía Sayyid (1414-1451) y la dinastía Lodi (1451-1526).

#### Periodo medieval moderno y temprano
En el siglo XVI, Babur, un descendiente timúrida de Timur y de Genghis Khan del valle de Fergana (actual Uzbekistán), barrió el paso de Khyber y fundó el Imperio mogol, cubriendo la India, junto con el moderno Afganistán, Pakistán y Bangladés. Los mogoles eran descendientes de túrquicos persianizados del Asia Central (con una importante mezcla de mongoles). En la era mogol, Uttar Pradesh se convirtió en el corazón del imperio. Los emperadores mogoles Babur y Humayun gobernaron desde Delhi. En 1540, un afgano, Sher Shah Suri, tomó las riendas de Uttar Pradesh después de derrotar al rey mogol Humanyun. Sher Shah y su hijo Islam Shah Suri gobernaron a Uttar Pradesh desde su capital en Gwalior. Después de la muerte de Islam Shah Suri, su primer ministro Hemu se convirtió en el gobernante de facto de Uttar Pradesh, Bihar, Madhya Pradesh y partes occidentales de Bengala. Se le otorgó el título de Hemchandra Vikramaditya (título de Vikramāditya adoptado del período Védico) en su coronación formal que tuvo lugar en la fortaleza de Purana Quila en Delhi el 7 de octubre de 1556. Un mes más tarde, Hemu murió en la segunda batalla de Panipat, y Uttar Pradesh quedó el gobierno del emperador Akbar. Akbar gobernó desde Agra y Fatehpur Sikri. En el siglo XVIII, después de la caída de la autoridad mogol, el Imperio maratha llenó el vacío de poder a mediados del siglo XVIII, el ejército Maratha invadió la región de Uttar Pradesh, que resultó en que los rohillas perdieran el control de Rohilkhand ante las fuerzas marathas lideradas por Raghunath Rao y Malharao Holkar. El conflicto entre los rohillas y los marathas finalizó el 18 de diciembre de 1788 con el arresto de Ghulam Qadir, nieto de Najeeb-ud-Daula, quien fue derrotado por el general maratha Mahadaji Scindia. En 1803, después de la Segunda Guerra Anglo-Maratha, cuando la Compañía Británica de las Indias Orientales derrotó al Imperio maratha, gran parte de la región quedó bajo la soberanía británica.

#### Época de la India británica
A partir de Bengala, en la segunda mitad del siglo XVIII, una serie de batallas por las tierras del norte de la India finalmente le dieron acceso a la Compañía Británica de las Indias Orientales a los territorios del estado. Los reinos de Ajmer y de Jaipur también se incluyeron en este territorio del norte, que fue nombrado las «North-Western Provinces» («Provincias del Noroeste»", de Agra). Aunque UP más tarde se convirtió en el quinto estado más grande de la India, la NWPA era uno de los estados más pequeños del imperio indio británico. Su capital cambió dos veces entre Agra y Prayagraj.
Debido a la insatisfacción con el gobierno británico, en 1857 estalló en varias partes del norte de la India una rebelión grave, que se conoció como Rebelión de la India de 1857; el sepoy del regimiento de Bengala estacionado en el acantonamiento de Meerut, Mangal Pandey, es considerado como su punto de partida. Después de que fracasara la revuelta, los británicos dividieron las regiones más rebeldes reorganizando sus fronteras administrativas, separando la región de Delhi de las 'NWFP de Agra' y fusionándolo con Punjab, mientras que la región de Ajmer-Marwar se fusionó con Rajputana y Oudh se incorporó en el estado. El nuevo estado se denominó North Western Provinces of Agra and Oudh (Provincias Noroccidentales de Agra y Oudh), que en 1902 pasó a llamarse United Provinces of Agra and Oudh (Provincias Unidas de Agra y Oudh). Se le conocía comúnmente como «United Provinces» (Provincias Unidas) o su acrónimo UP.
En 1920, la capital de la provincia se trasladó desde Prayagraj a Lucknow. El tribunal superior continuó en Prayagraj, pero se estableció una delegación en Lucknow. Prayagraj siguió siendo una importante base administrativa del actual Uttar Pradesh y tenía varias oficinas centrales administrativas. Uttar Pradesh continuó siendo fundamental para la política india y fue especialmente importante en la historia moderna de la India como centro de atención del movimiento de independencia indio. Uttar Pradesh fue sede de instituciones educativas modernas, como la Universidad Hindú Benaras, la Universidad Musulmana Aligarh y la Deoband Darul Uloom. Figuras conocidas a nivel nacional como Ram Prasad Bismil y Chandra Shekhar Azad se encontraban entre los líderes del movimiento en Uttar Pradesh, y Motilal Nehru, Jawaharlal Nehru, Madan Mohan Malaviya y Gobind Ballabh Pant fueron importantes líderes nacionales del Congreso Nacional de la India. El All India Kisan Sabha (AIKS) se formó en la sesión de Lucknow del Congreso el 11 de abril de 1936, con el famoso nacionalista Swami Sahajan Saraswati elegido como su primer presidente, para abordar los agravios de larga data del campesinado y movilizarlos contra los ataques de los terratenientes zamindari sobre sus derechos de ocupación, lo que provocó los movimientos de agricultores en la India. Durante el Movimiento India Quit de 1942, el distrito de Ballia derrocó a la autoridad colonial e instaló una administración independiente bajo el mando de Chittu Pandey. Ballia fue conocida como "Baghi Ballia" (Ballia Rebelde) por su importante papel en el movimiento de independencia de la India.

#### Post-independencia
Después de la independencia de la India, las Provincias Unidas pasaron a llamarse «Uttar Pradesh» ('provincia del norte'), conservando UP como acrónimo, cuya notificación al respecto se realizó en el diario de la unión el 24 de enero de 1950. El estado ha proporcionado nueve de los Primeros ministros, incluido el actual Primer ministro Narendra Modi, quien es MP de Varanasi, que es más que cualquier otro estado y es la fuente del mayor número de escaños en el Lok Sabha. A pesar de su influencia política desde la antigüedad, su pobre historial en desarrollo económico y administración, mala gobernabilidad, crimen organizado y corrupción lo han mantenido entre los estados atrasados de la India. El estado se ha visto afectado por episodios repetidos de casta y violencia comunal. En Ayodhya, en diciembre de 1992, la disputada mezquita de Babri fue demolida por activistas radicales hindúes, lo que llevó a una violencia generalizada en toda la India. En 2000, los distritos del norte del estado fueron separados para formar el estado de Uttarakhand.

## Política
En las elecciones de marzo de 2017, el Partido Bharatiya Janata (BJP, derecha nacionalista) obtuvo una victoria aplastante con más de trescientos escaños. Desde entonces, Uttar Pradesh está gobernado por Ajay Singh Bisht, conocido como Yogi  Adityanath, un monje hindú que define su política de la siguiente manera: "estoy en contra de todos los que están en contra del hinduismo. Mi agenda es el hinduismo". Mientras Yogi Adityanath cerraba mataderos de ganado en nombre de la no violencia, defendía una línea extremista contra los musulmanes (prohibió los matrimonios interreligiosos, por ejemplo), contra la casta de los dalits ("intocables"), contra los periodistas críticos, etc. Esta política encuentra poca oposición dentro de Uttar Pradesh debido a la represión que sufre cualquier posible oposición. Esta política va acompañada de un aumento significativo de los delitos contra los dalits y de las violencias contra las mujeres.

## Geografía
Uttar Pradesh, con un área total de 243 290 km² (el 7.33% de India), es el estado más poblado de la India y el cuarto mayor por superficie y la 93.ª entidad subnacional mayor del mundo. Tiene aproximadamente el mismo tamaño que el Reino Unido (77.º), Ghana (78.º) o Rumania (79.º) . Está situado en el extremo norte de la India y comparte frontera internacional con Nepal y está bordeado por los estados indios de Uttarakhand y Himachal Pradesh, en el noroeste; por Haryana y Delhi, en el oeste; por Rajastán, en el suroeste; por Madhya Pradesh, en el sur; por Chhattisgarh y Jharkhand, en el sureste; y por Bihar, en el este. En 2001, en India se crearon tres nuevos estados, incluido Uttarakhand, un pequeño estado en la frontera del Himalaya, que anteriormente formaba parte de Uttar Pradesh.
El estado es recorrido por más de 32 grandes ríos, entre ellos: el Ganges, el Yamuna, el Saraswati, Sarayu,  Gomti, Ramganga, Karnali, Betwa y Ghaghara, algunos de gran importancia religiosa en el hinduismo. La capital administrativa y legislativa es la ciudad de Lucknow, mientras que la capital judicial se encuentra en Prayagraj. Otras ciudades importantes del estado son  Vārānasī (antigua Benarés), Jhansi, Kanpur, Mathura, Meerut y Agra.
Los Himalayas bordean el estado por el norte, aunque las llanuras que cubren la mayor parte del estado están claramente diferenciadas de esas altas montañas. La mayor región es la llanura gangética,que está en el norte, y comprende el Doab del Ganges-Yamuna , las llanuras del Ghaghra, las llanuras del Ganges y del Terai. La pequeña cordillera Vindhya y la región de la meseta se encuentran en el sur. Se caracteriza por estratos de roca dura y por una topografía variada de colinas, llanuras, valles y mesetas. El tramo del bhabhar da lugar al área de terai, que está cubierta por una alta hierba de elefante y densos bosques intercalados con marismas y pantanos. Los lentos ríos del bhabhar recorren esta área, excavando su curso a través de una enredada masa de espesa maleza. El terai corre paralelo al bhabhar en una delgada banda. Toda la llanura aluvial está dividida en tres subregiones.
- La primera en el tramo oriental que consta de 14 distritos que están sujetos a inundaciones periódicas y sequías y se han clasificado como áreas de escasez. Estos distritos tienen la mayor densidad de población, lo que da la tierra como renta per cápita más baja.

- Las otras dos regiones, la central y la occidental son comparativamente mejores con un sistema de riego bien desarrollado.[53] Sufren de inundaciones y de los usoshumanos a gran escala.[53]  Además, el área es bastante árida.

El cultivo es intensivo. Las áreas del valle tienen suelos fértiles y ricos. Hay un cultivo intensivo en las laderas de las colinas aterrazadas, pero las instalaciones de riego son deficientes. La cordillera Siwalik, que forma las estribaciones del sur del Himalaya, desciende hasta un lecho de roca llamado  'bhadhar'. El cinturón de transición que se extiende a lo largo de toda la longitud del estado se llama el área de terai y bhabhar. Tiene bosques ricos, que atraviesan innumerables arroyos que se convierten en torrentes furiosos durante el monzón.
El clima de este estado también puede variar ampliamente, principalmente debido a que está lejos del efecto moderador del mar y el aire frío ocasional que se origina debido a las perturbaciones del oeste, con temperaturas que alcanzan los 49 °C en verano y tan bajas como -1 °C en invierno.

## Clima
| Parámetros climáticos promedio de Varanasi | Parámetros climáticos promedio de Varanasi | Parámetros climáticos promedio de Varanasi | Parámetros climáticos promedio de Varanasi | Parámetros climáticos promedio de Varanasi | Parámetros climáticos promedio de Varanasi | Parámetros climáticos promedio de Varanasi | Parámetros climáticos promedio de Varanasi | Parámetros climáticos promedio de Varanasi | Parámetros climáticos promedio de Varanasi | Parámetros climáticos promedio de Varanasi | Parámetros climáticos promedio de Varanasi | Parámetros climáticos promedio de Varanasi | Parámetros climáticos promedio de Varanasi |
| Mes                                        | Ene.                                       | Feb.                                       | Mar.                                       | Abr.                                       | May.                                       | Jun.                                       | Jul.                                       | Ago.                                       | Sep.                                       | Oct.                                       | Nov.                                       | Dic.                                       | Anual                                      |
| ------------------------------------------ | ------------------------------------------ | ------------------------------------------ | ------------------------------------------ | ------------------------------------------ | ------------------------------------------ | ------------------------------------------ | ------------------------------------------ | ------------------------------------------ | ------------------------------------------ | ------------------------------------------ | ------------------------------------------ | ------------------------------------------ | ------------------------------------------ |
| Temp. máx. media (°C)                      | 19.4                                       | 24.4                                       | 30.6                                       | 36.7                                       | 37.8                                       | 36.1                                       | 32.2                                       | 31.1                                       | 31.1                                       | 30.6                                       | 27.2                                       | 21.7                                       | 29.9                                       |
| Temp. mín. media (°C)                      | 8.3                                        | 12.2                                       | 16.7                                       | 22.2                                       | 25                                         | 26.7                                       | 25.6                                       | 25.6                                       | 24.4                                       | 21.1                                       | 15                                         | 10.6                                       | 19.4                                       |
| Precipitación total (mm)                   | 19.3                                       | 13.5                                       | 10.4                                       | 5.4                                        | 9.0                                        | 100.0                                      | 320.6                                      | 260.4                                      | 231.6                                      | 38.3                                       | 12.9                                       | 4.0                                        | 1025.4                                     |
| Fuente:                                    |                                            |                                            |                                            |                                            |                                            |                                            |                                            |                                            |                                            |                                            |                                            |                                            |                                            |

## Divisiones, distritos y ciudades
Uttar Pradesh se divide en 75 distritos bajo estas 18 divisiones:
- Saharanpur
- Moradabad
- Bareilly
- Lucknow
- Devipatan
- Basti
- Gorakhpur
- Meerut
- Aligarh
- Agra
- Kanpur
- Faizabad
- Azamgarh
- Jhansi
- Chitrakoot
- Prayagraj
- Varanasi
- Mirzapur

Divisiones de Uttar Pradesh

La siguiente es una lista de los principales distritos del estado de Uttar Pradesh por población.
| Puesto (en India) | Distrito     | Población | Tasa de crecimiento (%) | Proporción de sexos (mujeres por 1000 hombres) | Tasa de (%) |
| ----------------- | ------------ | --------- | ----------------------- | ---------------------------------------------- | ----------- |
| 13                | Prayagraj    | 5 954 391 | 20.63                   | 901                                            | 72.32       |
| 26                | Moradabad    | 4 772 006 | 25.22                   | 906                                            | 56.77       |
| 27                | Ghaziabad    | 4 681 645 | 42.27                   | 881                                            | 78.07       |
| 30                | Azamgarh     | 4 613 913 | 17.11                   | 1019                                           | 70.93       |
| 31                | Lucknow      | 4 589 838 | 25.82                   | 917                                            | 77.29       |
| 32                | Kanpur Nagar | 4 581 268 | 9.92                    | 862                                            | 79.65       |
| 50                | Bareilly     | 4 448 359 | 22.93 %                 | 887                                            | 58.5        |

Cada distrito está gobernado por un magistrado de distrito, que es un oficial del Servicio Administrativo de la India designado por el Gobierno de Uttar Pradesh e informa al Comisionado Divisional de la división en que se encuentre su distrito. El Comisionado Divisional es un oficial de IAS de alta antigüedad. Cada distrito está dividido en subdivisiones, gobernadas por un magistrado de subdivisión y nuevamente en bloques. Los bloques consisten en panchayats (consejos de aldea) y municipalidades. Estos bloques se componen de unidades urbanas a saber, censos de ciudades y unidades rurales llamadas gram panchayat.
Uttar Pradesh tiene más ciudades metropolitanas que cualquier otro estado en India.. La población urbana absoluta del estado es de 44,4 millones, lo que constituye el 11,8 % de la población urbana total de la India, la segunda más alta de cualquier estado. Según el censo de 2011, hay 15 aglomeraciones urbanas con una población de más de 500.000. Hay 14 corporaciones municipales, mientras que Noida y Greater Noida en el distrito de Gautam Budh Nagar son administradas especialmente por las autoridades legales de conformidad con la Ley de Desarrollo Industrial de Uttar Pradesh, Uttar Pradesh Industrial Development Act, 1976.
En 2011, los ministros del gabinete de estado encabezados por el entonces ministro principal Mayawati anunciaron la separación de Uttar Pradesh en cuatro estados diferentes de Purvanchal, Bundelkhand, Avadh Pradesh y Paschim Pradesh con veintiocho, siete, veintitrés y diecisiete distritos, respectivamente. la propuesta fue rechazada cuando Akhilesh Yadav llideró el Partido Samajwadi en el poder en las elecciones de 2012.

## Demografía
Uttar Pradesh tiene una gran población y una alta tasa de crecimiento de la población. Desde 1991 a 2001, su población aumentó en más del 26 %. Uttar Pradesh es el estado más poblado de la India, con 199 581 477 personas el 1 de marzo de 2011. El estado contribuye con el 16,16 % de la población de la India. La densidad de población es de 828 personas por kilómetro cuadrado, lo que lo convierte en uno de los estados más densamente poblados del país.
La proporción de sexos en 2011, de 912 mujeres a 1000 hombres, fue inferior a la media nacional de 943. La tasa de crecimiento decenal 2001-2011 (incluida Uttrakhand) del estado fue del 20,09 %, superior a la tasa nacional del 17,64 %. Uttar Pradesh tiene un gran número de personas que viven por debajo del umbral de la pobreza. Las estimaciones publicadas por la Comisión de Planificación para el año 2009-1010 revelaron que Uttar Pradesh tenía 59 millones de personas por debajo del umbral de pobreza, la mayor cantidad de cualquier estado de la India.
Según el censo de 2011, Uttar Pradesh, el estado más poblado de la India, alberga el mayor número tanto de hindúes como de musulmanes. Por religión, la población en 2011 eran hindúes (79.73 %), musulmanes (19.26 %), sijs (0.32 %), cristianos (0.18 %), jainas (0.11 %), budistas (0.10 %) y otros (0.30 %). La tasa de alfabetización del estado en el censo de 2011 era del 67,7 %, inferior a la media nacional del 74 %. La tasa de alfabetización para hombres es de 79 % y para mujeres de 59 %. En 2001, la tasa de alfabetización en Uttar Pradesh era del 56,27 %, el 67 % para los hombres y el 43 % para las mujeres.

### Lenguas
El hindi es el idioma oficial de Uttar Pradesh y el que habla la mayoría de la población (94.08 %), aunque las diferentes regiones tienen sus propios dialectos, como el awadhi hablado en Awadh (en el este de Uttar Pradesh), el bhojpuri hablado en la región de Bhojpuri de Uttar Pradesh oriental, y el braj bhasha hablado en la región de Braj de Uttar Pradesh occidental. Al urdu se le da el estatus de un segundo idioma oficial.

## Imágenes

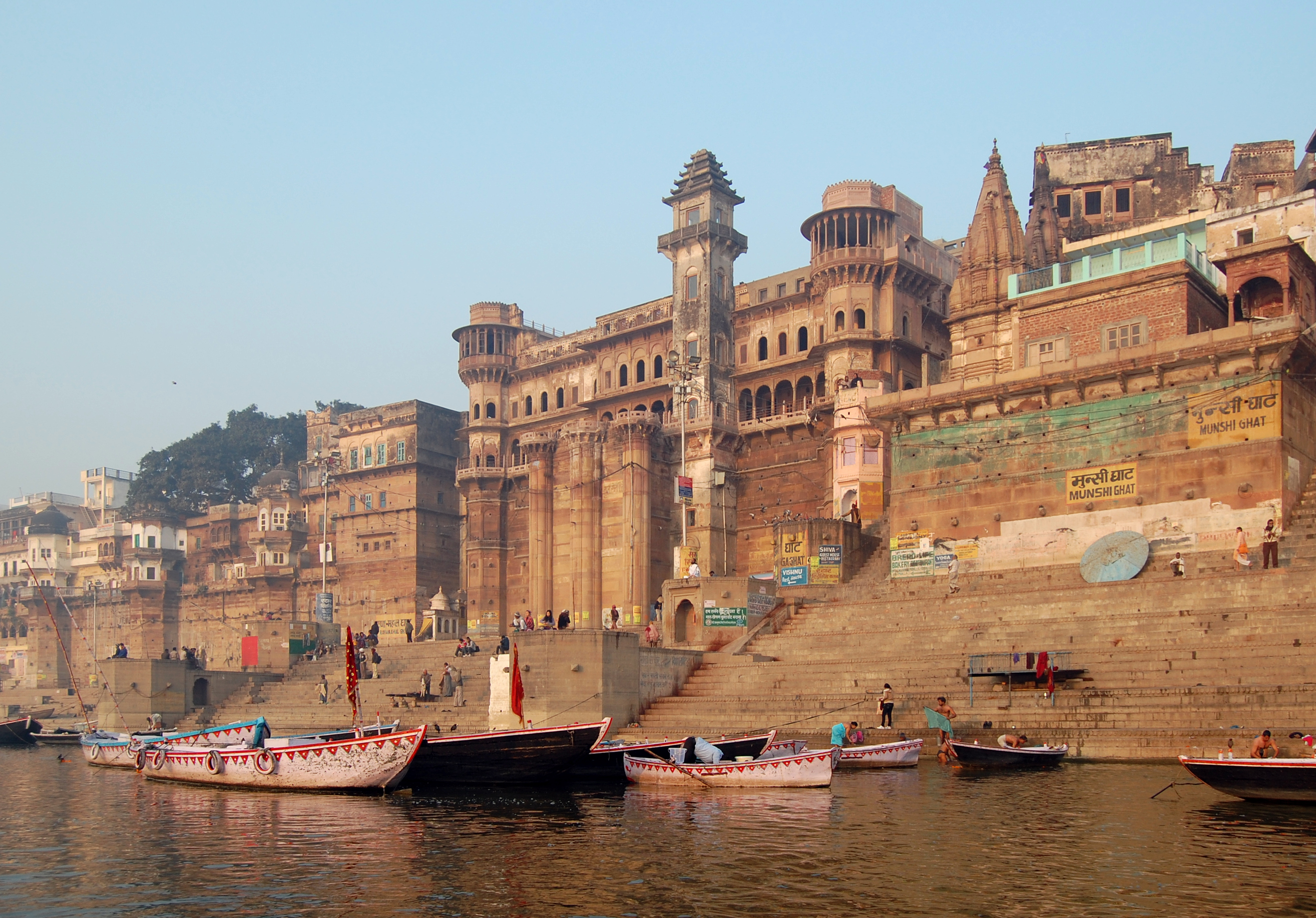
Benarés.
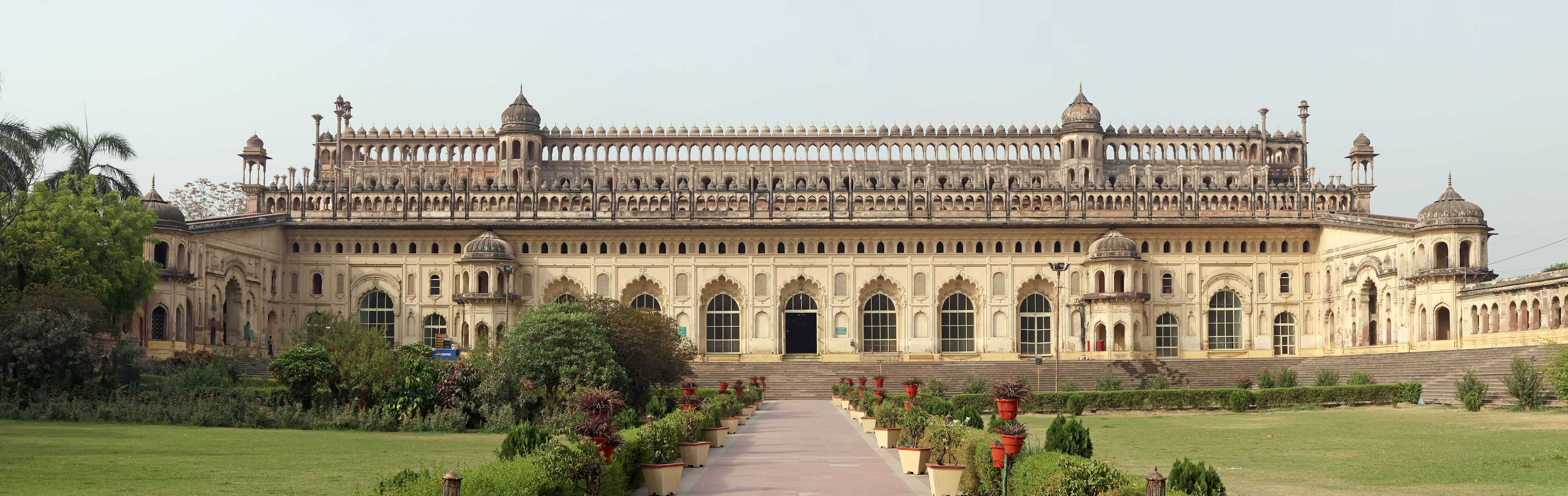
Imambara Bara.
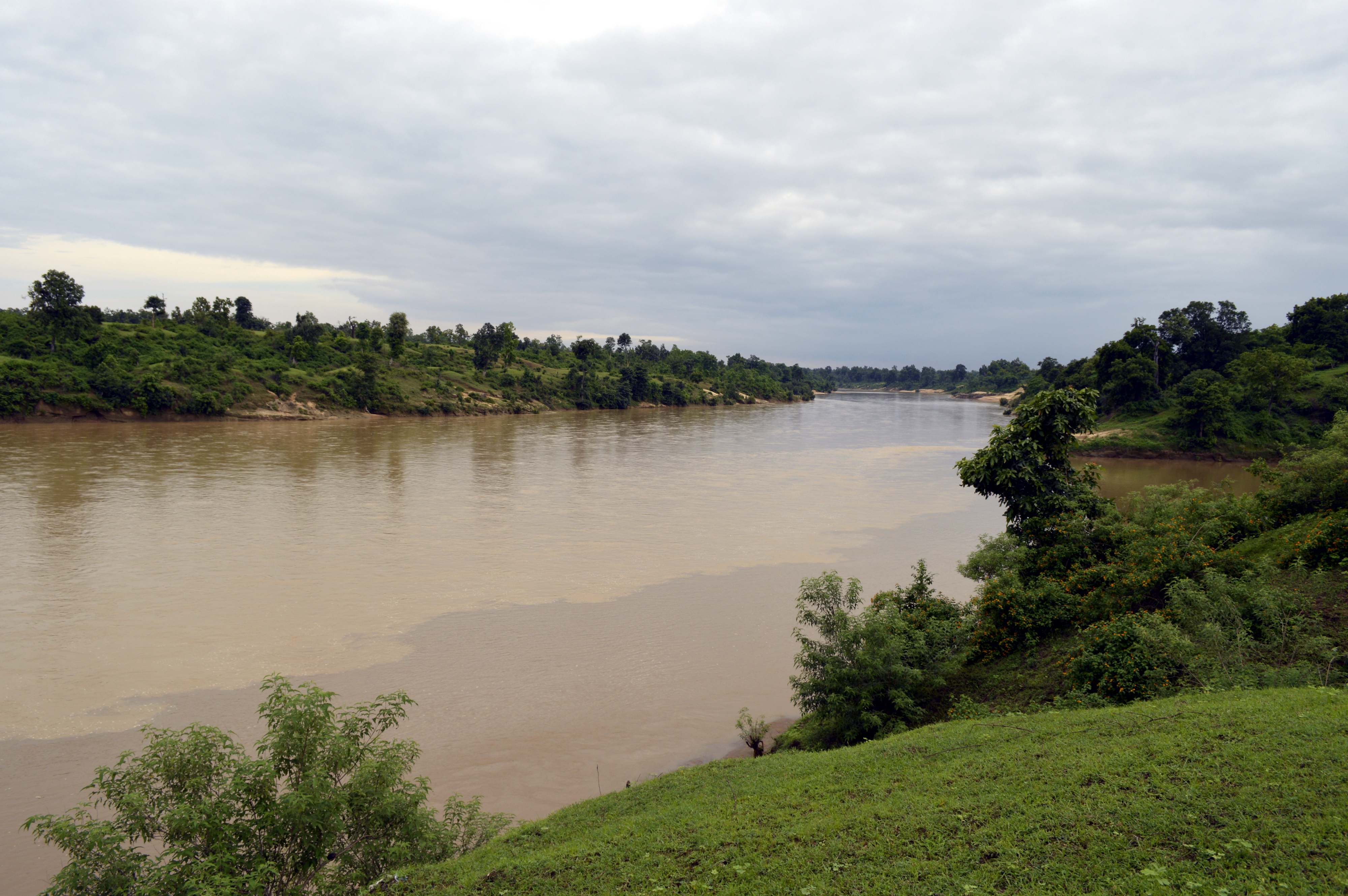
Río Son.
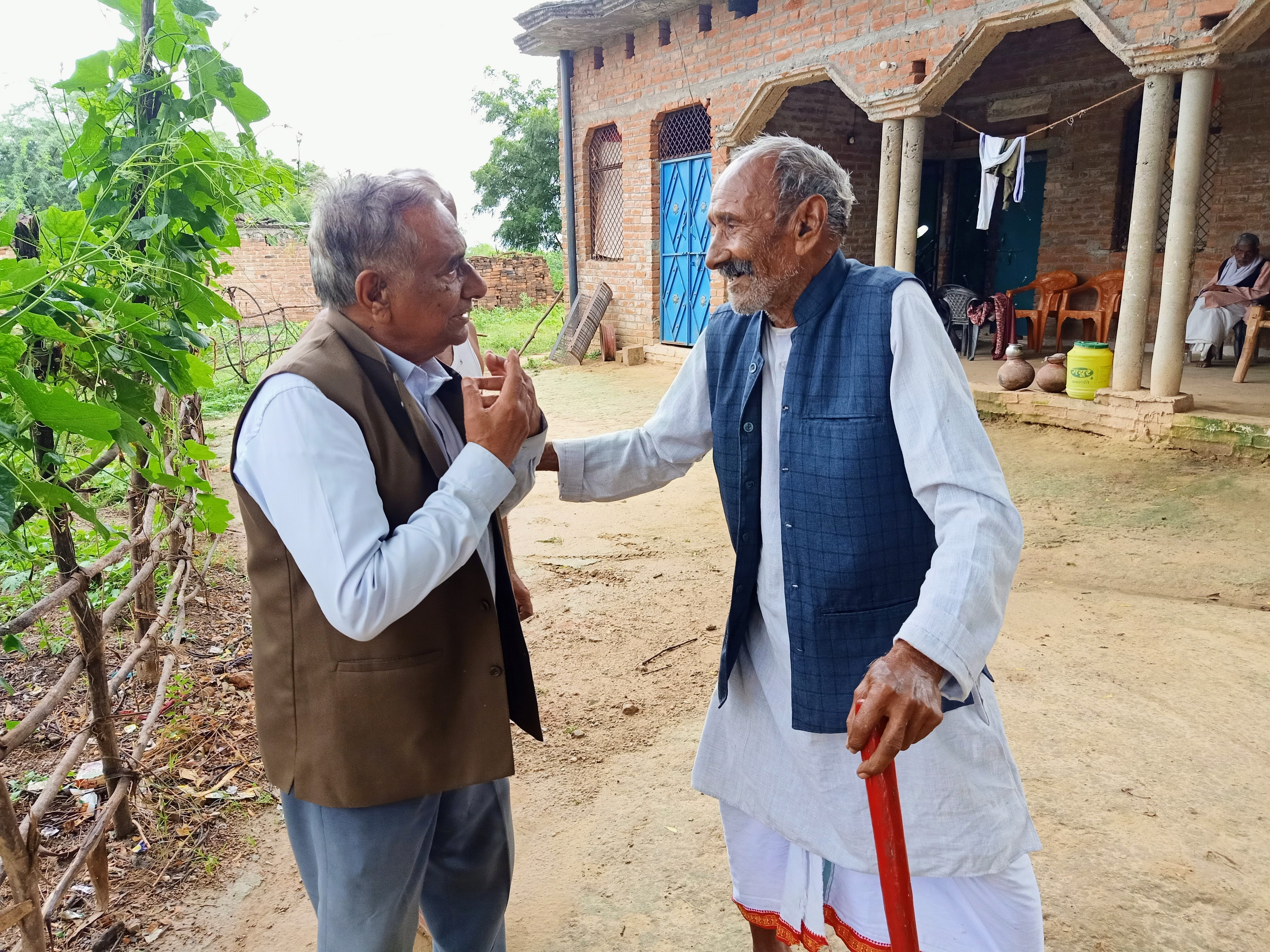
Villagers
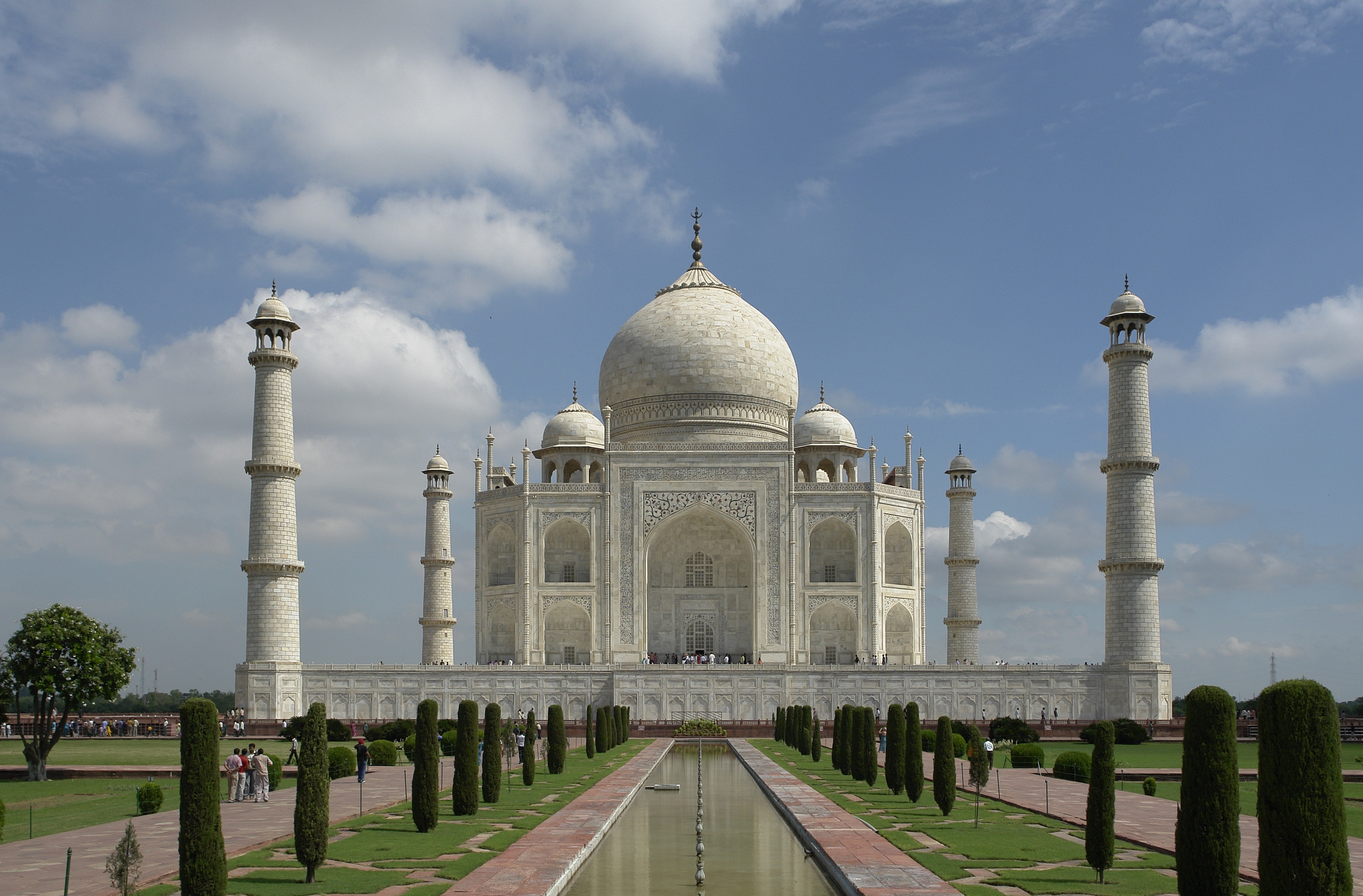
El Taj Mahal se encuentra en la ciudad de Agra, en Uttar Pradesh.
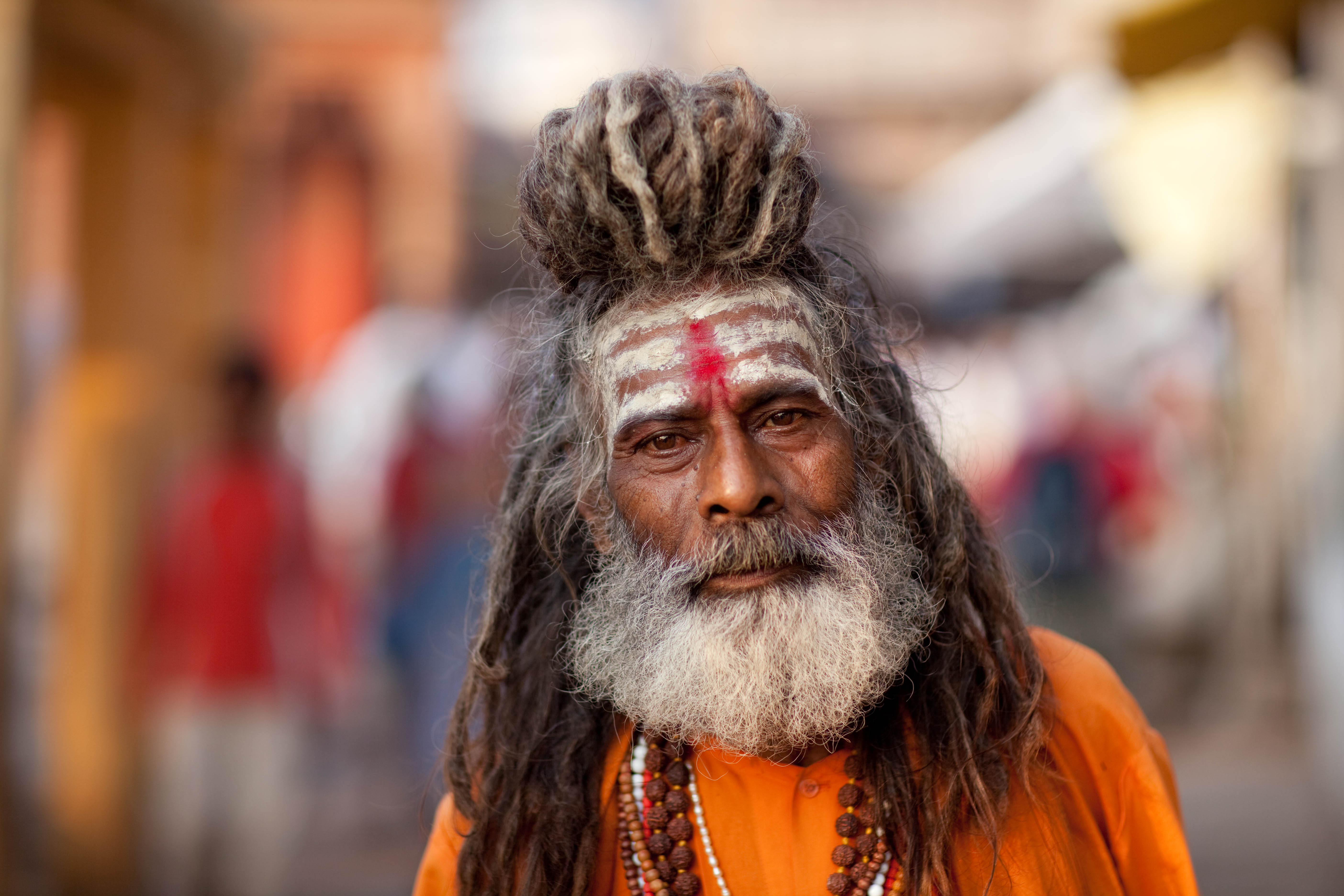
Sadhu.
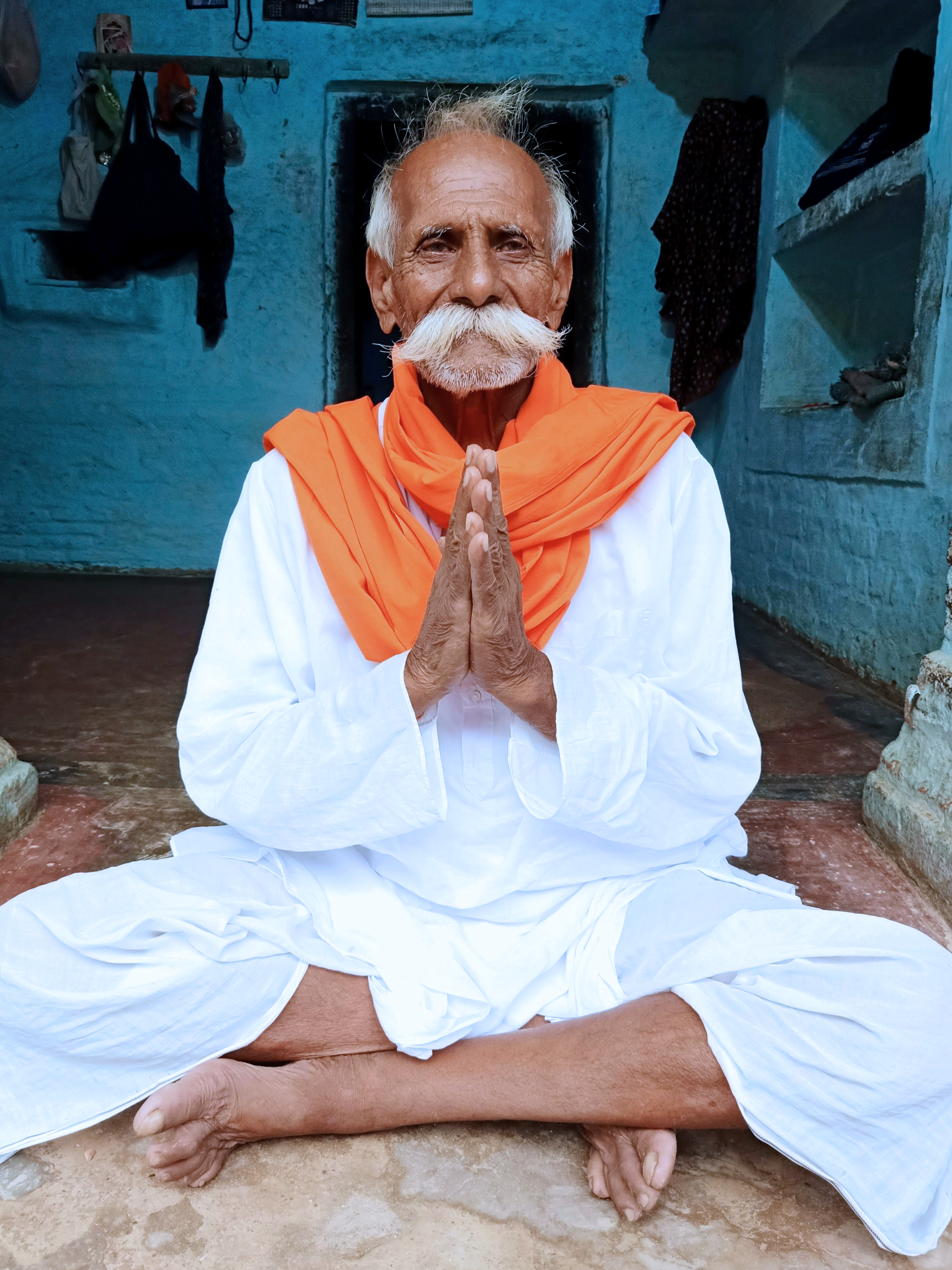
Villager
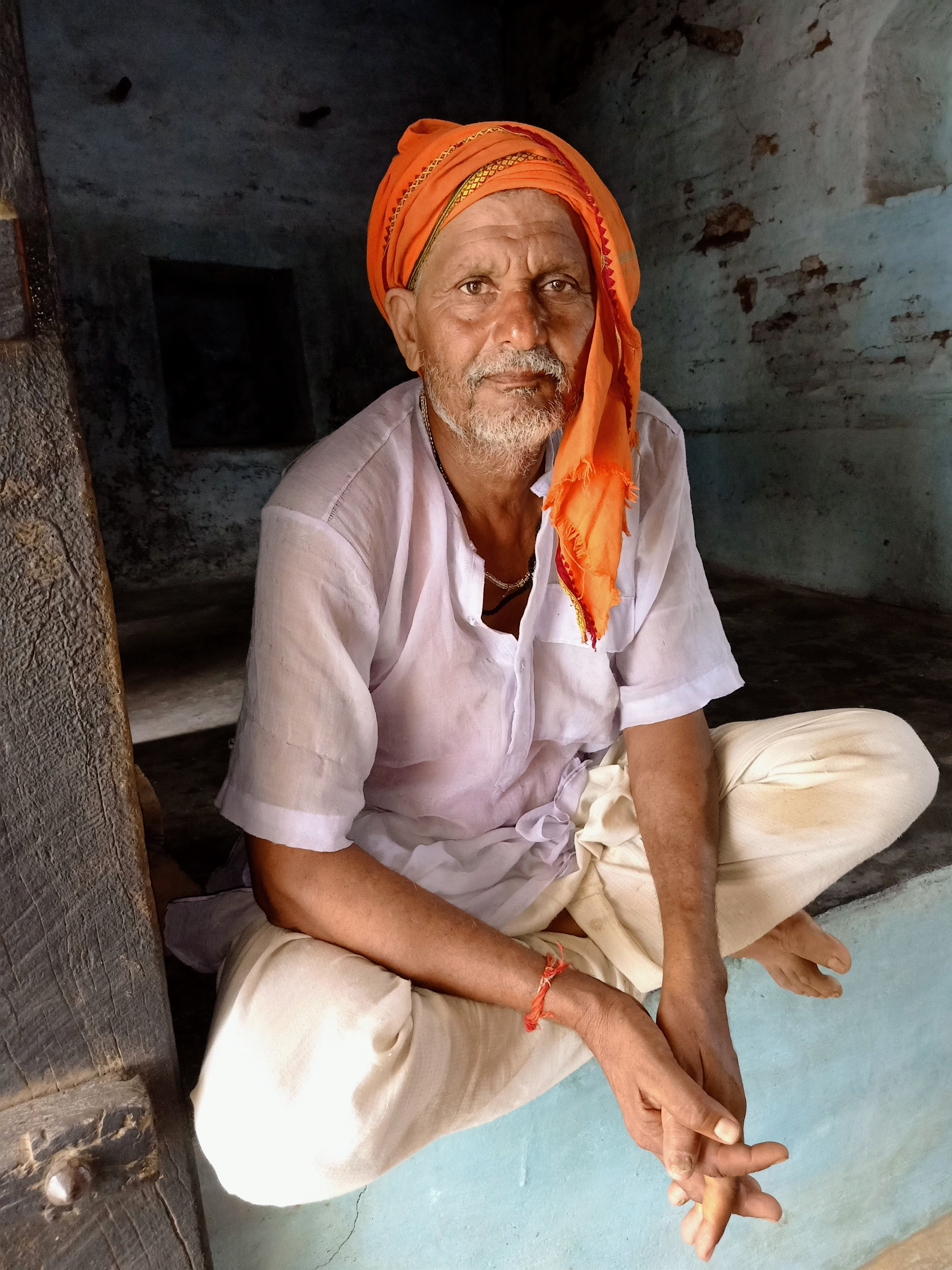
Villager